# Buchenberg (Vöhl)
Buchenberg ist ein Ortsteil der Gemeinde Vöhl im nordhessischen Landkreis Waldeck-Frankenberg, der östlich unweit der Waldeckischen Schweiz liegt.

## Geographische Lage
Buchenberg liegt im Übergangsbereich der naturräumlichen Untereinheiten Waldstruth im Westen und Niederkellerwald im Osten, im Nordosten der zur Waldstruth zählenden Sachsenberger Leimestruth, knapp 13 km südlich der Kreisstadt Korbach. Die Sperrmauer des Edersees steht etwa 13,5 km (je Luftlinie) ostnordöstlich. Westlich um das Dorf herum fließt der Sasselbach; sein längster Zufluss entspringt im Ort und fließt als Bächlein durch dessen östliche Lagen.

## Geschichte

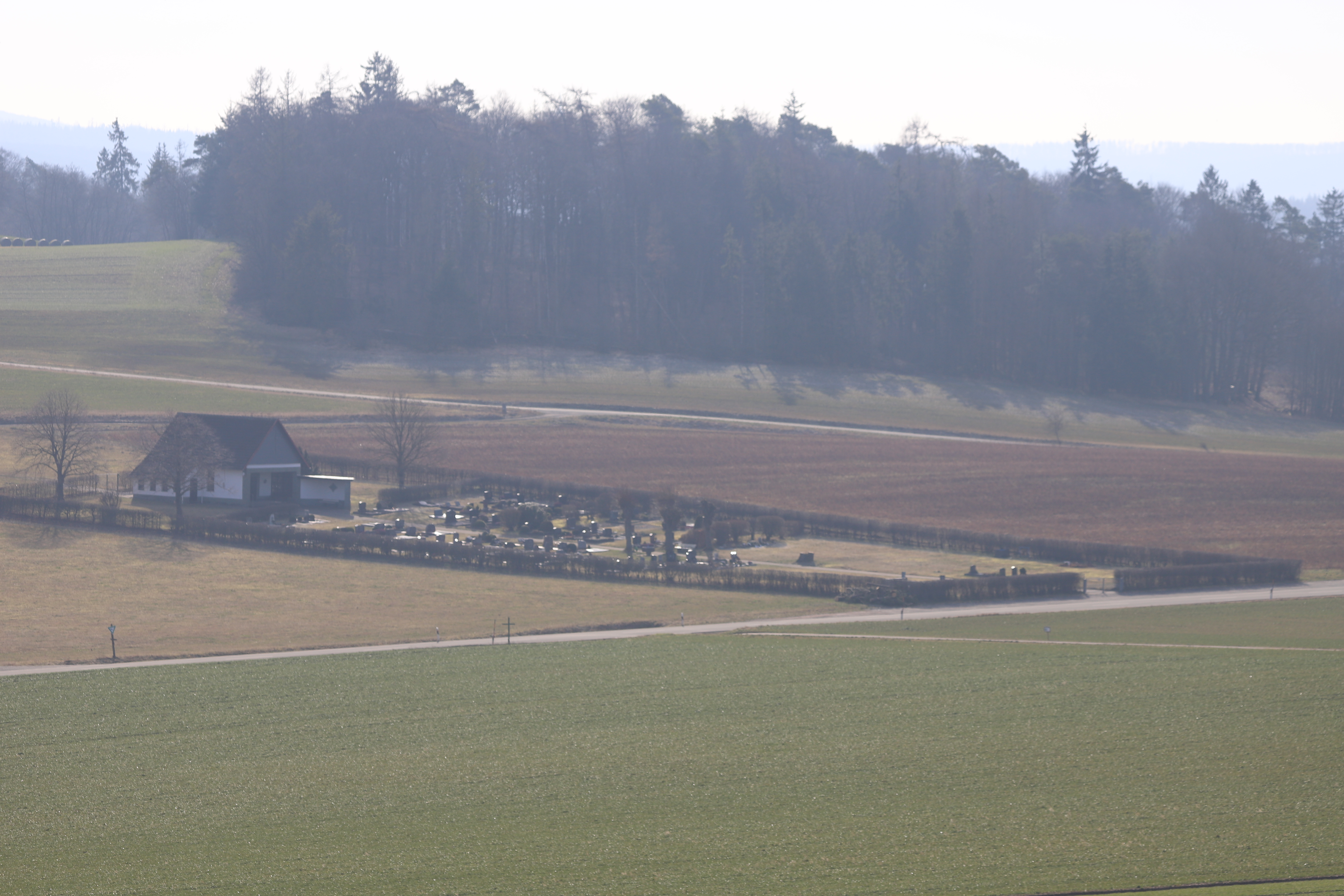
Buchenberg Friedhof

### Ortsgeschichte
Im Jahre 1293 unter dem Namen „Buchmar“ wurde der Ort soweit bekannt zum ersten Mal in einer Urkunde des Klosters Haina erwähnt. Buchenberg gehörte zur Herrschaft Itter. In einer itterschen Urkunde, die vom 7. Juni 1305 datiert ist, wird dies bestätigt. Später gehörte Buchenberg zum Amt Itter der zur Landgrafschaft Hessen-Darmstadt, seit 1806 zum Großherzogtum Hessen. Dort lag es in dessen Provinz Oberhessen. Nach Auflösung der Ämter im Großherzogtum 1821 gehörte es zum Landratsbezirk Vöhl und zum Bezirk des Landgerichts Vöhl. Die Gemeinde gehörte zu den Landesteilen, die das Großherzogtum nach dem verlorenen Krieg von 1866 mit dem Friedensvertrag vom 3. September 1866 an Preußen abtreten musste. Dort wurde es dem Landkreis Frankenberg und dem Amtsgericht Vöhl zugeordnet.
Hessische Gebietsreform (1970–1977)
Zum 31. Dezember 1971 fusionierten im Zuge der Gebietsreform in Hessen die bis dahin selbständigen Gemeinden Buchenberg, Ederbringhausen, Harbshausen, Kirchlotheim, Niederorke, Oberorke und Schmittlotheim freiwillig zur neuen Gemeinde Hessenstein.
Zum 1. Januar 1974 wurde die Gemeinde Hessenstein kraft Landesgesetz mit Ittertal (bestehend aus den ehemaligen Gemeinden Dorfitter, Herzhausen und Thalitter), Marienhagen, Obernburg und Vöhl zur neuen Großgemeinde Vöhl zusammengeschlossen.
Für alle ehemals eigenständigen Gemeinden von Vöhl wurden Ortsbezirke mit Ortsbeirat und Ortsvorsteher nach der Hessischen Gemeindeordnung gebildet.

### Verwaltungsgeschichte im Überblick
Die folgende Liste zeigt die Staaten und Verwaltungseinheiten, denen Buchenberg angehört(e):
- vor 1356: Heiliges Römisches Reich, Herrschaft Itter
- 1356–1590: Heiliges Römisches Reich, Landesherrschaft strittig zwischen Landgrafschaft Hessen, Kurmainz und Grafschaft Waldeck, Herrschaft Itter
- ab 1590: Heiliges Römisches Reich, Landgrafschaft Hessen-Marburg, Herrschaft Itter
- 1604–1648: Heiliges Römisches Reich, strittig zwischen Hessen-Kassel und Hessen-Darmstadt (Hessenkrieg)[10]
- ab 1604: Heiliges Römisches Reich, Landgrafschaft Hessen-Kassel, Amt Herrschaft Itter
- ab 1627: Heiliges Römisches Reich, Landgrafschaft Hessen-Darmstadt, Oberfürstentum Hessen, Amt Herrschaft Itter[11][12]
- ab 1806: Großherzogtum Hessen,[Anm. 2] Fürstentum Oberhessen, Amt Herrschaft Itter[13]
- ab 1815: Großherzogtum Hessen, Provinz Oberhessen, Amt Herrschaft Itter[14]
- ab 1821: Großherzogtum Hessen, Provinz Oberhessen, Landratsbezirk Vöhl[Anm. 3]
- ab 1848: Großherzogtum Hessen, Regierungsbezirk Biedenkopf
- ab 1852: Großherzogtum Hessen, Provinz Oberhessen, Kreis Vöhl
- ab 1867: Königreich Preußen,[Anm. 4] Provinz Hessen-Nassau, Regierungsbezirk Kassel, Kreis Frankenberg[12]
- ab 1871: Deutsches Reich, Königreich Preußen, Provinz Hessen-Nassau, Regierungsbezirk Kassel, Kreis Frankenberg
- ab 1918: Deutsches Reich, Freistaat Preußen, Provinz Hessen-Nassau, Regierungsbezirk Kassel, Kreis Frankenberg
- ab 1942: Deutsches Reich, Freistaat Preußen, Provinz Hessen-Nassau, Regierungsbezirk Kassel, Landkreis Waldeck
- ab 1944: Deutsches Reich, Freistaat Preußen, Provinz Kurhessen, Landkreis Waldeck
- ab 1945: Deutsches Reich, Amerikanische Besatzungszone,[Anm. 5] Groß-Hessen, Regierungsbezirk Kassel, Landkreis Waldeck
- ab 1946: Deutsches Reich, Amerikanische Besatzungszone, Hessen, Regierungsbezirk Kassel, Landkreis Waldeck
- ab 1949: Bundesrepublik Deutschland, Hessen, Regierungsbezirk Kassel, Landkreis Waldeck
- ab 1972: Bundesrepublik Deutschland, Hessen, Regierungsbezirk Kassel, Landkreis Waldeck, Gemeinde Hessenstein
- ab 1974: Bundesrepublik Deutschland, Hessen, Regierungsbezirk Kassel, Landkreis Waldeck-Frankenberg, Gemeinde Vöhl

### Bevölkerung
Einwohnerstruktur 2011
Nach den Erhebungen des Zensus 2011 lebten am Stichtag dem 9. Mai 2011 in Buchenberg 444 Einwohner. Darunter waren 6 (1,4 %) Ausländer.
Nach dem Lebensalter waren 81 Einwohner unter 18 Jahren, 195 waren zwischen 18 und 49, 84 zwischen 50 und 84 und 24 Einwohner waren älter.
Die Einwohner lebten in 174 Haushalten. Davon waren 39 Singlehaushalte, 60 Paare ohne Kinder und 66 Paare mit Kindern, sowie 9 Alleinerziehende und keine Wohngemeinschaften. In 39 Haushalten lebten ausschließlich Senioren und in 111 Haushaltungen leben keine Senioren.
Einwohnerentwicklung
- 1585: 28 Haushaltungen[3]
- 1742: 37 Haushaltungen[3]
- 1791: 187 Einwohner[16]
- 1800: 214 Einwohner[17]
- 1806: 275 Einwohner, 40 Häuser[13]
- 1829: 296 Einwohner, 46 Häuser[18]

| Buchenberg: Einwohnerzahlen von 1791 bis 2021 | Buchenberg: Einwohnerzahlen von 1791 bis 2021 | Buchenberg: Einwohnerzahlen von 1791 bis 2021 | Buchenberg: Einwohnerzahlen von 1791 bis 2021 | Buchenberg: Einwohnerzahlen von 1791 bis 2021 |
| --- | --------------------------------------------- | --------------------------------------------- | --------------------------------------------- | --------------------------------------------- |
| Jahr |                                               |                                               |                                               | Einwohner                                     |
| 1791 | 1791                                          |                                               | 187                                           | 187                                           |
| 1800 | 1800                                          |                                               | 214                                           | 214                                           |
| 1806 | 1806                                          |                                               | 275                                           | 275                                           |
| 1829 | 1829                                          |                                               | 296                                           | 296                                           |
| 1834 | 1834                                          |                                               | 338                                           | 338                                           |
| 1840 | 1840                                          |                                               | 402                                           | 402                                           |
| 1846 | 1846                                          |                                               | 378                                           | 378                                           |
| 1852 | 1852                                          |                                               | 400                                           | 400                                           |
| 1858 | 1858                                          |                                               | 393                                           | 393                                           |
| 1864 | 1864                                          |                                               | 314                                           | 314                                           |
| 1871 | 1871                                          |                                               | 272                                           | 272                                           |
| 1875 | 1875                                          |                                               | 243                                           | 243                                           |
| 1885 | 1885                                          |                                               | 256                                           | 256                                           |
| 1895 | 1895                                          |                                               | 290                                           | 290                                           |
| 1905 | 1905                                          |                                               | 262                                           | 262                                           |
| 1910 | 1910                                          |                                               | 264                                           | 264                                           |
| 1925 | 1925                                          |                                               | 282                                           | 282                                           |
| 1939 | 1939                                          |                                               | 282                                           | 282                                           |
| 1946 | 1946                                          |                                               | 410                                           | 410                                           |
| 1950 | 1950                                          |                                               | 395                                           | 395                                           |
| 1956 | 1956                                          |                                               | 319                                           | 319                                           |
| 1961 | 1961                                          |                                               | 312                                           | 312                                           |
| 1967 | 1967                                          |                                               | 336                                           | 336                                           |
| 1980 | 1980                                          |                                               | ?                                             | ?                                             |
| 1990 | 1990                                          |                                               | ?                                             | ?                                             |
| 2000 | 2000                                          |                                               | ?                                             | ?                                             |
| 2011 | 2011                                          |                                               | 444                                           | 444                                           |
| 2014 | 2014                                          |                                               | 447                                           | 447                                           |
| 2021 | 2021                                          |                                               | 430                                           | 430                                           |
| Datenquelle: Historisches Gemeindeverzeichnis für Hessen: Die Bevölkerung der Gemeinden 1834 bis 1967. Wiesbaden: Hessisches Statistisches Landesamt, 1968. Weitere Quellen: Gemeinde Vöhl; Zensus 2011 |                                               |                                               |                                               |                                               |

Historische Religionszugehörigkeit
- 1829: 296 evangelische (= 100 %)  Einwohner[18]
- 1885: 254 evangelische (= 99,22 %), zwei katholische (= 0,79 %) Einwohner[3]
- 1961: 285 evangelische (= 91,35 %), 24 katholische (= 7,69 %) Einwohner[3]

## Wissenswert
Die Bewohner haben den Beinamen „Röjjelinge“, dessen Herkunft ungeklärt ist.